# Leuchttürme Kreuzinsel
Die drei Leuchtfeuer auf der Kreuzinsel (russisch Крестовский остров Krestowski ostrow) in Sankt Petersburg, Russland bilden ein Richtfeuerlinie.
Ihre „Partner“ sind das Kreuzinsel Unterfeuer (vorn) an der Newapromenade  und das Kreuzinsel Oberfeuer (hinten). Das Oberfeuer ist ≈310 m ostnordöstlich vom Unterfeuer entfernt. Ein weiterer provisorischer Leuchtturm steht direkt am Westufer. Diese Linie leitet auf 65,4° die Schiffe durch die Newabucht und den Petrowski-Kanal in die Marinas der Petrowski-Insel.
| Richtfeuer | Richtfeuer                 | Koordinaten                                | Kennung                                    | Reichweite                                 | Höhe                                       | Feuerhöhe                                  | UKHO # NGA #     |
| --- | -------------------------- | ------------------------------------------ | ------------------------------------------ | ------------------------------------------ | ------------------------------------------ | ------------------------------------------ | ---------------- |
| Bild gesucht Die Wikipedia wünscht sich an dieser Stelle ein Bild vom hier behandelten Ort. Falls du dabei helfen möchtest, erklärt die Anleitung , wie das geht. BW | Oberfeuer                  | 59° 58′ 17″ N, 30° 13′ 31,5″ O             | Oc.R.3s                                    | 10 sm (18,5 km)                            | 56 ft (17,1 m)                             | 59 ft (18 m)                               | C4076.51 13077.1 |
| Bild gesucht Die Wikipedia wünscht sich an dieser Stelle ein Bild vom hier behandelten Ort. Falls du dabei helfen möchtest, erklärt die Anleitung , wie das geht. BW | Unterfeuer                 | siehe Infobox rechts Richtfeuer Kreuzinsel | siehe Infobox rechts Richtfeuer Kreuzinsel | siehe Infobox rechts Richtfeuer Kreuzinsel | siehe Infobox rechts Richtfeuer Kreuzinsel | siehe Infobox rechts Richtfeuer Kreuzinsel |                  |
| Bild gesucht Die Wikipedia wünscht sich an dieser Stelle ein Bild vom hier behandelten Ort. Falls du dabei helfen möchtest, erklärt die Anleitung , wie das geht. BW | Provisorisches Leuchtfeuer | 59° 58′ 8″ N, 30° 12′ 52″ O                | F.RWG                                      | 5 sm (9,3 km)                              | 30 ft (9,1 m)                              | 36 ft (11 m)                               |                  |